# Euphyia trissocyma
Euphyia trissocyma là một loài bướm đêm trong họ Geometridae.